# Sportequipe 6 GT

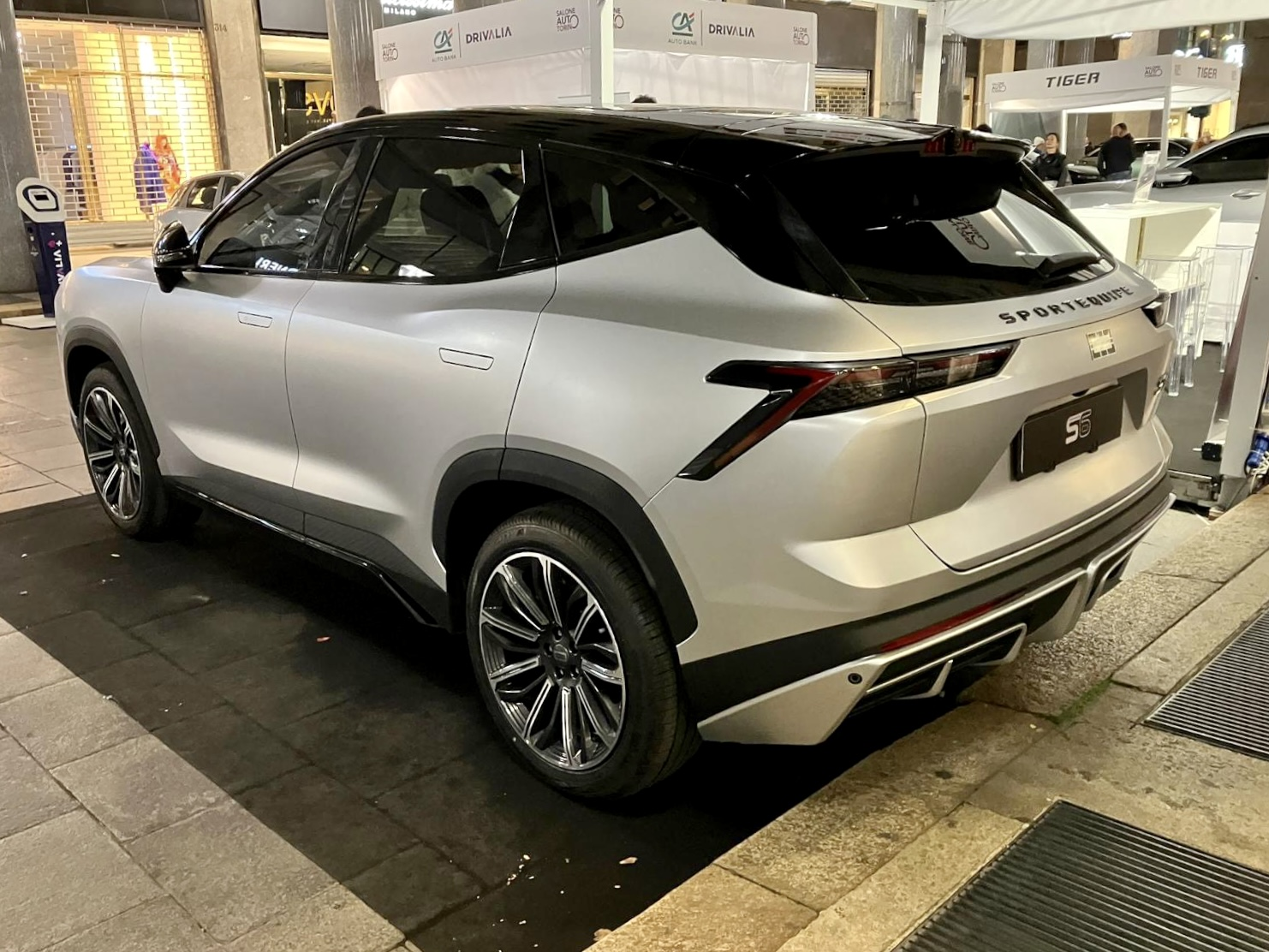
Heckansicht

Der Sportequipe 6 GT ist ein Sport Utility Vehicle des italienischen Automobilherstellers DR Automobiles. Er wird unter der Marke Sportequipe angeboten und ist baugleich mit dem Jetour Dasheng von Chery Automobile.

## Geschichte
Vorgestellt wurde das Fahrzeug im September 2024 auf dem Turiner Autosalon. Zunächst kam es in Italien in den Handel. Im Mai 2025 wurde der Sportequipe 6 GT auch in Spanien präsentiert.

## Technik
Der Sportequipe 6 GT ist 4,59 Meter lang, 1,90 Meter breit und 1,69 Meter hoch. Der Kofferraum fasst 486 Liter, mit umgeklappter zweiter sind es 977 Liter. Das Infotainmentsystem hat zum Bedienen einen 15,6-Zoll-Touchscreen und unterstützt Apple CarPlay und Android Auto. Es gibt entweder einen 1,5-Liter-Ottomotor mit einer maximalen Leistung von 115 kW (155 PS) oder einen 1,6-Liter-Ottomotor mit einer maximalen Leistung von 137 kW (186 PS). Gegen Aufpreis bietet der Hersteller den Wagen mit einem Flüssiggasantrieb an.

## Technische Daten
|                                             | 1.5 Turbo                        | 1.6 T-GDI                        |
| Bauzeitraum                                 | seit 09/2024                     | seit 09/2024                     |
| Motorkenndaten                              |                                  |                                  |
| Motortyp                                    | R4-Ottomotor                     | R4-Ottomotor                     |
| Motoraufladung                              | Turbolader                       | Turbolader                       |
| Hubraum                                     | 1498 cm³                         | 1598 cm³                         |
| max. Leistung bei min−1                     | 115 kW (155 PS) / 5500           | 137 kW (186 PS) / 5500           |
| max. Drehmoment bei min−1                   | 230 Nm / 1750–4000               | 290 Nm / 2000–4000               |
| Kraftübertragung                            |                                  |                                  |
| Antrieb                                     | Vorderradantrieb                 | Vorderradantrieb                 |
| Getriebe                                    | 6-Stufen-Doppelkupplungsgetriebe | 7-Stufen-Doppelkupplungsgetriebe |
| Messwerte                                   |                                  |                                  |
| Höchstgeschwindigkeit                       | 185 km/h                         | 200 km/h                         |
| Beschleunigung, 0–100 km/h                  | 11,0 s                           | 11,0 s                           |
| Kraftstoffverbrauch auf 100 km (kombiniert) | 7,4 l Super                      | 7,6 l Super                      |
| CO2-Emissionen (kombiniert)                 | 171 g/km                         | 175 g/km                         |
| Tankinhalt                                  | 51 l                             | 57 l                             |
| Abgasnorm                                   | Euro 6                           | Euro 6                           |